# Lista rezervațiilor naturale din județul Alba

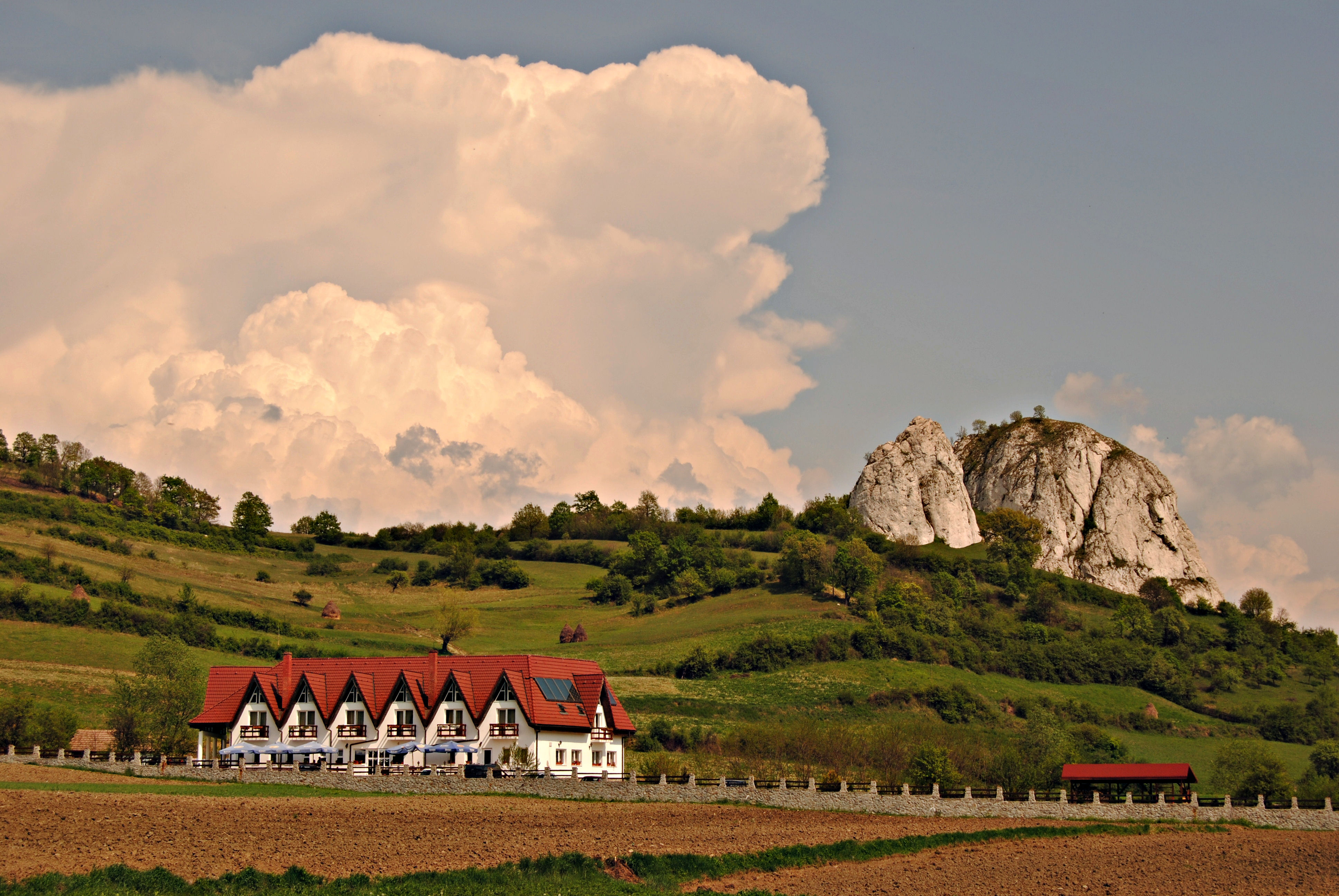
Calcarele de la Ampoița

Lista rezervațiilor naturale din județul Alba cuprinde ariile protejate de interes național (rezervații naturale), situate pe teritoriul administrativ al județului Alba, declarate prin Legea Nr. 5 din 6 martie 2000 (privind aprobarea Planului de amenajare a teritoriului național - Secțiunea a III-a - arii protejate)

## Lista ariilor protejate
| Denumirea ariei protejate                     | Cod       | Localizare         | Categorie IUCN | Tip                       | Suprafață (ha) | Observații foto               |
| --------------------------------------------- | --------- | ------------------ | -------------- | ------------------------- | -------------- | ----------------------------- |
| Avenul din Hoanca Urzicarului                 | RONPA077  | Roșia Montană      | III            | speologic                 | 1              | monument al naturii           |
| Avenul cu două intrări                        | RONPA083  | Hodobana           | IV             | speologic                 | 1              |                               |
| Avenul din Șesuri                             | RONPA088  | Roșia Montană      | IV             | speologic                 | 1              |                               |
| Avenul de la Tău                              | RONPA086  | Gârda de Sus       | IV             | speologic                 | 1              |                               |
| Bulzul Gălzii                                 | RONPA070  | Galda de Jos       | IV             | geologic                  | 3              |                               |
| Cascada Pișoaia                               | RONPA061  | Vidra              | IV             | geologic și peisagistic   | 5              | Cascada Pișoaia               |
| Cheile Albacului                              | RONPA049  | Albac              | IV             | geologic                  | 35             |                               |
| Cheile Cibului                                | RONPA055  | Almașu Mare        | IV             | geologic                  | 15             |                               |
| Cheile Glodului                               | RONPA054  | Almașu Mare        | IV             | geologic                  | 20             |                               |
| Cheile Ordâncușei                             | RONPA048  | Gârda de Sus       | IV             | geologic                  | 10             |                               |
| Calcarele de la Ampoița                       | RONPA036  | Ampoița            | IV             | botanic și geologic       | 10             | Calcarele de la Ampoiţa       |
| Calcarele cu orbitoline de la Piatra Corbului | RONPA040  | Tăuți              | IV             | geologic                  | 0,10           |                               |
| Calcarele de la Valea Mică                    | RONPA043  | Valea Mică         | IV             | geologic                  | 1              |                               |
| Cascada Vârciorog                             | RONPA060  | Arieșeni           | IV             | geologic și peisagistic   | 5              |                               |
| Cheile Caprei                                 | RONPA056  | Feneș              | IV             | botanic și geologic       | 15             |                               |
| Cheile Geogelului                             | RONPA075  | Ponor              | IV             | geologic                  | 5              |                               |
| Cheile Piatra Bălții                          | RONPA074  | Cheia              | IV             | geologic                  | 2              |                               |
| Cheile Plaiului                               | RONPA076  | Livezile           | IV             | geologic                  | 2              |                               |
| Cheile Pravului                               | RONPA073  | Cheia              | IV             | geologic                  | 3              |                               |
| Cheile Siloșului                              | RONPA098  | Colțești           | IV             | geologic                  | 3              |                               |
| Cheile Tecșeștilor                            | RONPA072  | Întregalde         | IV             | geologic și peisagistic   | 5              |                               |
| Cheile Ampoiței                               | RONPA057  | Lunca Ampoiței     | IV             | mixt                      | 15             |                               |
| Cheile Găldiței și Turcului                   | RONPA059  | Întregalde         | IV             | mixt                      | 80             |                               |
| Cheile Gălzii                                 | RONPA071  | Galda de Jos       | IV             | mixt                      | 3              |                               |
| Cheile Gârdișoarei                            | RONPA047  | Arieșeni           | IV             | mixt                      | 15             |                               |
| Cheile Întregalde                             | RONPA037  | Modolești          | IV             | mixt                      | 25             |                               |
| Cheile Mândruțiului                           | RONPA097  | Scărișoara         | IV             | speologic                 | 3,50           |                               |
| Cheile Mănăstirii                             | RONPA099  | Stremț Râmeț       | IV             | mixt                      | 150            |                               |
| Cheile Pociovaliștei                          | RONPA053  | Runc               | IV             | mixt                      | 25             |                               |
| Cheile Poșăgii                                | RONPA051  | Poșaga de Jos      | IV             | mixt                      | 10             |                               |
| Cheile Râmețului                              | RONPA029  | Valea Mănăstirii   | IV             | mixt                      | 40             | Cheile Râmeţului              |
| Cheile Runcului                               | RONPA052  | Ocoliș             | IV             | mixt                      | 20             |                               |
| Cheile Văii Cetii                             | RONPA058  | Cetea              | IV             | mixt                      | 10             |                               |
| Cheile Vălișoarei                             | RONPA038  | Livezile           | IV             | botanic și geologic       | 20             | Cheile Vălişoarei             |
| Cheile Văii Morilor                           | RONPA050  | Ponorel            | IV             | mixt                      | 30             |                               |
| Dealul cu Melci                               | RONPA041  | Vidra              | IV             | paleontologic             | 4,30           | Dealul cu Melci               |
| Detunata Goală                                | RONPA018  | Bucium             | IV             | geologic și botanic       | 24             | Detunata Goală                |
| Detunata Flocoasă                             | RONPA020  | Bucium             | IV             | botanic și geologic       | 5              | Detunata Flocoasă             |
| Huda Orbului                                  | RONPA081  | Casa de Piatră     | IV             | speologic                 | 1              |                               |
| Iezerul Ighiel                                | RONPA045  | Ighiu              | IV             | mixt                      | 20             |                               |
| Iezerul Șurianul                              | RONPA035  | Cugir              | IV             | mixt                      | 20             |                               |
| Izbucul Cotețul Dobreștilor                   | RONPA090  | Gârda de Sus       | IV             | geologic                  | 0,20           |                               |
| Izbucul Mătișești                             | RONPA094  | Mătișești          | III            | mixt                      | 1              | monument al naturii           |
| Izbucul Poliței                               | RONPA089  | Gârda de Sus       | IV             | speologic                 | 0,20           |                               |
| Izbucul Tăuzului                              | RONPA084  | Hodobana, Arieșeni | III            | geologic                  | 1              | monument al naturii           |
| Laricetul de la Vidolm                        | RONPA031  | Vidolm             | IV             | botanic                   | 44,20          |                               |
| Luncile Prigoanei                             | RONPA063  | Șugag              | IV             | mixt                      | 15             |                               |
| Molhașurile Căpățânei                         | RONPA033  | Bistra             | IV             | botanic                   | 5              |                               |
| Oul Arșiței                                   | RONPA022  | Tonea              | III            | geologic și peisagistic   | 0,20           | monument al naturii           |
| Pădurea Sloboda                               | RONPA044  | Aiud               | IV             | botanic                   | 20             |                               |
| Poiana cu narcise de la Negrileasa            | RONPA032  | Bucium             | IV             | botanic                   | 5              |                               |
| Poienile cu narcise de la Tecșești            | RONPA034  | Tecșești           | IV             | botanic                   | 2              |                               |
| Piatra Boului                                 | RONPA067  | Ampoița            | III            | geologic                  | 0,60           | Piatra Boului                 |
| Piatra Grohotișului                           | RONPA069  | Ighiel             | IV             | geologic                  | 5              |                               |
| Piatra Poienii                                | RONPA068  | Ighiel             | IV             | geologic                  | 1              |                               |
| Piatra Bulbuci                                | RONPA064  | Feneș              | IV             | geologic și geomorfologic | 3              |                               |
| Piatra Cetii                                  | RONPA062  | Întregalde         | IV             | geologic și peisagistic   | 75             |                               |
| Piatra Corbului (Roșia Montană)               | RONPA0100 | Roșia Montană      | III            | mixt                      | 5              | monument al naturii           |
| Piatra Despicată                              | RONPA025  | Roșia Montană      | III            | geologic                  | 0,20           | monument al naturii           |
| Piatra Tomii                                  | RONPA065  | Bulbuc             | IV             | geologic                  | 1              |                               |
| Piatra Varului                                | RONPA066  | Meteș              | III            | geologic                  | 1              | Piatra Varului                |
| Pârâul Bobii                                  | RONPA042  | Gârbova de Sus     | IV             | paleontologic             | 1,50           |                               |
| Peștera-aven ghețarul de sub Zgurăști         | RONPA091  | Gârda de Sus       | IV             | speologic                 | 1              |                               |
| Peștera de la Groși                           | RONPA096  | Sub Piatră         | IV             | speologic                 | 1              |                               |
| Peștera Hodobana                              | RONPA082  | Hodobana           | IV             | speologic                 | 1              |                               |
| Peștera de la Hoanca Apei                     | RONPA085  | Gârda de Sus       | IV             | speologic                 | 1              |                               |
| Peștera Huda lui Papară                       | RONPA030  | Sub Piatră         | IV             | speologic                 | 4,50           |                               |
| Peștera din Peretele Dârnini                  | RONPA093  | Mătișești          | IV             | speologic                 | 1              |                               |
| Peștera Coiba Mare                            | RONPA079  | Casa de Piatră     | IV             | speologic                 | 0,50           | Peştera Coiba Mare            |
| Peștera Coiba Mică                            | RONPA078  | Casa de Piatră     | IV             | speologic                 | 1              |                               |
| Peștera Scărișoara                            | RONPA027  | Gârda de Sus       | IV             | speologic                 | 1              | Peştera Scărişoara            |
| Peșterile Lucia                               | RONPA095  | Sohodol            | IV             | speologic                 | 1              |                               |
| Peștera Poarta lui Ionele                     | RONPA092  | Gârda de Sus       | IV             | speologic                 | 7,36           | Peștera lui Ionele            |
| Peștera Pojarul Poliței                       | RONPA087  | Gârda de Sus       | IV             | speologic                 | 1              |                               |
| Peștera Ghețarul de la Vârtop                 | RONPA028  | Casa de Piatră     | IV             | speologic                 | 1              | Peştera Gheţarul de la Vârtop |
| Râpa Roșie                                    | RONPA019  | Sebeș              | III            | geologic și botanic       | 25             | Râpa Roşie                    |
| Șesul Craiului - Scărița-Belioara             | RONPA039  | Poșaga de Sus      | IV             | geologic și botanic       | 47,70          |                               |
| Stânca Grunzii                                | RONPA024  | Tău Bistra         | III            | geologic                  | 0,20           | monument al naturii           |
| Tăul fără fund de la Băgău                    | RONPA046  | Lopadea Nouă       | IV             | mixt                      | 7,40           |                               |
| Vânătările Ponorului                          | RONPA026  | Ponor Sălciua      | IV             | mixt                      | 5              |                               |
| Peștera Vârtopașu                             | RONPA080  | Casa de Piatră     | IV             | speologic                 | 1              |                               |